# Riksdagen 1930
Riksdagen 1930 ägde rum i Stockholm.
Riksdagens kamrar sammanträdde i riksdagshuset den 10 januari 1930. Riksdagsarbetet inleddes ceremoniellt genom riksdagens högtidliga öppnande i rikssalen på Stockholms slott den 11 januari. Första kammarens talman var Axel Vennersten (Nationella partiet), andra kammarens talman var Bernhard Eriksson (S). Riksdagen avslutades den 14 juni 1930.
Under riksdagens lopp avgavs 280 propositioner. I första kammaren väcktes 343 motioner, i andra kammaren och 557. Riksstaten slutade på 813 367 200 kronor.
Några av de beslut som fattades under riksdagen 1930:
- Båda kamrarna avslog motioner om arbetarsemestrar.
- Sedan regeringen föreslagit prolongering av lagen om arbetstidens begränsning, antog riksdagen permanent lag i ämnet, avsedd att träda i kraft den 1 januari 1931.
- I dechargefrågan framställde Konstitutionsutskottet tio anmärkningar enligt § 107 regeringsformen, vilka samtliga lades till handlingarna, i ett fall dock med gillande i andra kammaren. Den sistnämnda anmärkningen gällde att utrikesnämnden inte på ett tidigare stadium hörts i fråga om instruktionerna för Sveriges ombud vid tullkonferensen i Genève.
- Ny lag antogs om församlingsstyrelse. Kyrkofullmäktige blev obligatoriskt i församlingar med över 5 000 invånare.
- Riksdagen begärde ny allsidig utredning av Sveriges försvarsfråga.
- Till en ny havsisbrytare beviljades ett anslag av 3 400 000 kr.
- För att lätta jordbrukets kreditbekymmer inrättades Svenska jordbrukskreditkassan med en grundfond av 15 miljoner kronor, varjämte stadgarna för jordbrukskreditkassor och centralkassor i vissa punkter ändrades.
- Beslut fattades om uppförande av Karolinska sjukhuset.
- Utredning begärdes om statens övertagande av Kinnekulleverken.
- Nya kommunallagar antogs, huvudsakligen byggda på en formell revision av de tidigare, för att få en förbättrad och mera överskådlig framställning, och en tydligare formulering.
- Ett avtal med Stockholms stad om exploatering av delar av Ladugårdsgärdet godkändes.
- Personlig professur beviljades åt professor Jöran Sahlgren med uppdrag att leda ortnamnsundersökningarna. Anslag beviljades till ortnamnsarbetet.
- Socialdemokratiska motioner om grundlagsändringar i syfte att stärka regeringsmakten avslogs.
- Lagen om riksbanken ändrades för att utvidga bankens sedelutgivningsrätt, utan att bankens guldkassa behövde ökas.
- En ny testamentslag antogs. Lagen utgjorde en fortsättning av den revision av ärvdabalken som påbörjades genom 1928 års arvslag.